# Sarrat
Sarrat  (Bayan ng  Sarrat) es un municipio filipino de cuarta categoría perteneciente a  la provincia de Ilocos Norte en la Región Administrativa de Ilocos, también denominada Región I.

## Geografía
Tiene una extensión superficial de 57.39 km² y según el censo del 2007, contaba con una población de 23.810 habitantes y ? hogares; 24.770 habitantes el día primero de mayo de 2010

## Barangays
Sarrat se divide, a los efectos administrativos, en 24 barangayes o barrios,
| Código | Denominación    | Población | Observaciones                           |
| ------ | --------------- | --------- | --------------------------------------- |
| 1      | San Joaquín     | 1404      | Población                               |
| 2      | San Agustín     | 593       | Población                               |
| 3      | Sta. Bárbara    | 577       | Población                               |
| 4      | San Francisco   | 888       | Población                               |
| 5      | San Vicente     | 861       | Población                               |
| 6      | San Leandro     | 1319      | Población                               |
| 7      | San Manuel      | 792       |                                         |
| 8      | San Antonio     | 1184      |                                         |
| 9      | San Lorenzo     | 1011      |                                         |
| 10     | San Miguel      | 1730      | anteriormente conocido como San Nicolás |
| 11     | Santa Rosa      | 1082      |                                         |
| 12     | San Bernabe     | 266       |                                         |
| 13     | San Pedro       | 853       |                                         |
| 14     | San Juan        | 818       |                                         |
| 15     | Santa Magdalena | 759       |                                         |
| 16     | Santo Santiago  | 739       |                                         |
| 17     | San Felipe      | 1077      |                                         |
| 18     | San Isidro      | 1058      |                                         |
| 19     | Santo Tomas     | 923       |                                         |
| 20     | San José        | 1519      |                                         |
| 21     | San Marcos      | 1322      |                                         |
| 22     | San Cristóbal   | 1587      |                                         |
| 23     | San Andrés      | 1427      |                                         |
| 24     | San Roque       | 970       |                                         |